# Colobosaura mentalis
Colobosaura mentalis är en ödleart som beskrevs av  Ayrton Amaral 1933. Colobosaura mentalis ingår i släktet Colobosaura och familjen Gymnophthalmidae. Inga underarter finns listade i Catalogue of Life.